# ذخیره‌گاه زیست‌کره گریت سندی
ذخیره‌گاه زیست‌کره گریت سندی (به انگلیسی: Great Sandy Biosphere Reserve) یک ذخیره‌گاه زیست‌کره در استرالیا است که در کوئینزلند واقع شده‌است.